# Biểu hiện gen dị loài
Biểu hiện gen dị loài là sự biểu hiện của một gen hoặc một mảnh của gen ở vốn không có ở vật chủ. Nói cách khác, nó là việc đưa một gen ngoại lai vào tế bào sinh vật sao cho gen đó có thể được phiên mã và dịch mã để tạo ra protein ngoại lai. Việc đưa gen vào vật chủ được thực hiện bằng công nghệ tái tổ hợp DNA. Sau khi được đưa vào, gen này có thể được tích hợp luôn vào DNA của vật chủ, gây ra biểu hiện vĩnh viễn, hoặc không được tích hợp và chỉ gây ra biểu hiện tạm thời. Sự biểu hiện gen dị loài có thể được thực hiện ở nhiều loại sinh vật chủ: vi khuẩn, nấm men, tế bào động vật và tế bào thực vật. Vật chủ này sẽ được gọi là "hệ thống biểu hiện."
Biểu hiện gen đồng loài, mặt khác, được dùng để chỉ sự biểu hiện quá mức của một gen vốn tồn tại ở loài đó. 
Nghiên cứu biểu hiện gen dị loài thường là để nghiên cứu một số tương tác protein cụ thể. E. coli, nấm nhầy (S. cerevisiae, P. pastoris), tế bào thú được vĩnh sinh hóa, và noãn bào của lưỡng cư (trứng chưa thụ tinh) là các đối tượng nghiên cứu phổ biến của biểu hiện gen dị loài. 